# Guerra nuclear: un escenario
Guerra Nuclear: Un Escenario es un libro de no ficción de 2024 de la periodista estadounidense Annie Jacobsen. Describe la cronología de un hipotético primer ataque contra el territorio continental de Estados Unidos por parte de Corea del Norte.

## Contenido
El libro describe el protocolo militar estadounidense estándar en caso de un primer ataque nuclear contra Estados Unidos. En particular, destaca el lanzamiento tras aviso como una política peligrosa y potencialmente catastrófica de las naciones con armas nucleares, y se concluye que cualquier conflicto nuclear tiene el potencial de terminar en la extinción casi total de la humanidad.
El libro analiza primero el Plan Operativo Único Integrado, a partir del relato de un testigo, John H. Rubel, quien detalló que en 1960, los oficiales militares estadounidenses planearon un posible ataque nuclear preventivo contra la Unión Soviética que mataría al menos a 600 millones de personas, aproximadamente la mitad de las cuales serían de los países vecinos de la Unión Soviética. Rubel afirmó que los principales militares de Estados Unidos elogiaron el plan, y solo el general David M. Shoup estuvo en desacuerdo.
El libro continua con un desglose minuto a minuto desde múltiples perspectivas de un escenario en 2024 donde estalla una guerra mundial nuclear. En el minuto 0, Corea del Norte lleva a cabo un ataque sorpresa, lanzando un misil balístico intercontinental Hwasong-17 con una ojiva termonuclear de 1 megatón contra el Pentágono en Washington D. C. Estados Unidos detecta inmediatamente la amenaza, pero no tiene ningún sistema para eliminar el misil balístico intercontinental norcoreano durante su fase de impulso cuando los satélites aún pueden detectarlo. Las defensas antimisiles de largo alcance de Estados Unidos consisten en 44 misiles interceptores, de los cuales 4 se disparan desde California, pero todos fallan en el minuto 9. La evacuación del presidente estadounidense retrasa la respuesta nuclear estadounidense. En el minuto 16, Corea del Norte lanza un SLBM Pukguksong-1 con una ojiva termonuclear a 350 millas de California, pero las defensas de misiles de corto alcance estadounidenses ( Aegis y THAAD ) estaban desplegadas demasiado lejos de Estados Unidos para intervenir. En el minuto 23, el SLBM norcoreano impacta con éxito la planta nuclear de Diablo Canyon en California, provocando una fusión nuclear . En el minuto 24, Estados Unidos inicia un ataque nuclear contra Corea del Norte tras la aprobación del presidente, pero debido a la falta de alcance, los misiles balísticos intercontinentales Minuteman III estadounidenses deben sobrevolar Rusia para llegar a Corea del Norte.
El misil balístico intercontinental norcoreano destruye Washington D. C. en el minuto 33, dejando aislando e incapacitando al presidente estadounidense mientras era evacuado. En los siguientes 10 minutos, el defectuoso sistema satelital Tundra de Rusia sobreestima el número de misiles lanzados por Estados Unidos. Al no haber tenido noticias del presidente norteamericano y preocupado por un posible engaño, el paranoico presidente ruso cree que Estados Unidos está atacando Rusia. En el minuto 45, el presidente ruso ordena un ataque total contra Estados Unidos y los países aliados de la OTAN. En el minuto 50, Estados Unidos detecta el inminente ataque ruso y lanza su propio ataque nuclear total contra 975 objetivos en Rusia. A partir del minuto 52, Corea del Norte es atacada por 82 bombas nucleares estadounidenses. En el minuto 55, Corea del Norte detona una ojiva nuclear en un satélite que orbita a 300 millas de altura sobre Estados Unidos, generando un pulso electromagnético que paraliza las redes eléctricas, los microprocesadores y los sistemas SCADA de Estados Unidos. En el minuto 57, los SLBM rusos destruyen las instalaciones de guerra nuclear de Estados Unidos y abruman el búnker nuclear del Complejo Raven Rock Mountain, matando al presidente estadounidense. En el minuto 58, países europeos como Albania, Bélgica, Bulgaria, Croacia, Estonia, Finlandia, Francia, Alemania, Grecia, Italia, Países Bajos, Noruega, Suecia, Turquía, Ucrania y el Reino Unido son atacados por las armas nucleares rusas. En el minuto 92 del conflicto, Estados Unidos es atacado por alrededor de 1.000 ojivas nucleares rusas más. A estas alturas, ya han muerto cientos de millones de personas. La guerra nuclear termina menos de dos horas después de haber comenzado, dejando la mayor parte del hemisferio norte diezmado e inhabitable.
El conflicto nuclear provoca incendios que desencadenan un invierno nuclear, impidiendo la agricultura, matando plantas y alterando las cadenas alimentarias. Los animales pequeños prosperan, mientras que los más grandes son prácticamente exterminados. La humanidad sufre una hambruna generalizada, con las excepciones de los países más meridionales como Australia, Nueva Zelanda, Argentina y partes de Paraguay. La lluvia radiactiva provoca envenenamiento por radiación. Meses después, cuando el invierno nuclear termina, la capa de ozono, dañada por la guerra nuclear, no logra proteger de los rayos ultravioleta del Sol, lo que obliga a la humanidad a vivir bajo tierra, mientras los insectos y las plagas de los cadáveres descongelados se propagan sobre la superficie. El planeta tarda 24.000 años en recuperarse de una guerra nuclear, mientras que el destino de la humanidad no se menciona. La autora concluye que el “enemigo” no era ningún país o grupo, sino las armas nucleares.

## Conclusiones
Jacobsen ha dicho: "Sería deseable tener un comandante en jefe que esté en pleno uso de sus facultades mentales, que controle plenamente su capacidad mental, que no sea volátil, que no esté sujeto a la ira. Éstas son cualidades de carácter importantes que se deben tener en cuenta cuando la gente vota para elegir un presidente, por la sencilla razón de que el presidente tiene la autoridad exclusiva para lanzar armas nucleares".

## Adaptación
En abril de 2024, se anunció que el estudio de producción Legendary Entertainment ha comprado los derechos para adaptar el libro a una película, con el director canadiense Denis Villeneuve como director.

## Recepción
Barry Gewen, en el New York Times, dijo sobre Nuclear War: A Scenario que "Jacobsen, la autora de "El cerebro del Pentágono", ha hecho su tarea. Ha pasado más de una década entrevistando a docenas de expertos mientras dominaba la voluminosa literatura sobre el tema, parte de la cual fue desclasificada en los últimos años". Sin embargo, plantea una pregunta, al afirmar que "si está a favor de abolir las armas nucleares por completo, le debe a sus lectores decirlo y luego explicar cómo se podría hacer. ¿Cómo llegamos de aquí a allá?"
En una entrevista a la propia Jacobsen, Kathy Gilsinan de Politico escribe: "Una guerra nuclear sería mala. Todo el mundo lo sabe. La mayoría de la gente probablemente preferiría no pensar en los detalles. Pero Annie Jacobsen, autora de siete libros sobre temas delicados de seguridad nacional, quiere que sepamos exactamente lo mala que sería".
Mike Riggs, escribiendo para la revista Reason, escribió que el libro es un "thriller pornográfico de desastres".
Steven Poole, de The Telegraph, elogia el libro por su base fáctica y su investigación, pero critica la prosa por ser "exagerada", señalando que "en términos de estilo, Nuclear War parece haber sido escrita para aquellos que encuentran las novelas de Dan Brown demasiado sofisticadas. Abundan los párrafos de una sola frase que parecen novelas pulp de suspense". Sin embargo, concluye con una nota positiva, evaluándolo como "un compendio más accesible y profundo de los hechos inquietantes sobre la historia nuclear, su planificación y la devastación que puede provocar [...]".
En cambio, Peter Huessy, de Global Security Review, realiza una valoración casi totalmente negativa de la obra, señalando que "aunque hay áreas adicionales en las que Jacobsen incorpora información inexacta en su escenario, el punto es claro. El título de Nuclear War: A Scenario de Annie Jacobsen sería mucho más preciso: Nuclear War: Una novela o Nuclear War: Propaganda del desarme". Sin embargo, según dos sitios web afiliados a organizaciones con las que trabaja, "su especialidad es desarrollar e implementar campañas de políticas públicas para asegurar el apoyo a importantes objetivos de seguridad nacional".

## Historial de publicaciones
- 2024 (Tapa dura, libro electrónico, audiolibro): Nuclear War: A Scenario. Dutton. 26 de marzo de 2024. ISBN 978-0593476093.